# 어린 시절
"어린 시절"은 한국에서 제작된 조문진 감독의 1974년 드라마 영화이다. 이용복 등이 주연으로 출연하였고 강대진 등이 제작에 참여하였다.

## 출연

### 주연
- 이용복
- 박지영
- 허장강

### 조연
- 김정훈
- 최유리
- 이경희
- 김무영
- 김난영
- 장훈
- 박성재
- 이충휘
- 신영선
- 이예성
- 이강조
- 심상현
- 최문섭

## 기타
- 제작부장: 김수남
- 제작주임: 김민수
- 조명: 조기남
- 스틸: 이태성
- 조연출: 이강윤
- 조연출: 양병관
- 스크립터: 조금환
- 녹음: 김병수
- 미술: 김성배
- 소품: 박정남
- 효과: 손효신